# オール・アラウンド・ザ・ワールド (リトル・ウィリー・ジョンの曲)
オール・アラウンド・ザ・ワールド（All Around the World）は、R&Bシンガー、リトル・ウィリー・ジョンの1955年リリースの楽曲である。タイタス・ターナーが書いたソウルフルなアップテンポのシャッフルで、1968年にリトル・ミルトンが"Grits Ain’t Groceries"と改名してシングル・リリースしたことでも知られている。ジョンにとっては数多くのレコーディングを残したキング・レコードにおける最初のシングルでもあった。

## 概要
「オール・アラウンド・ザ・ワールド」のソングライター、タイタス・ターナーはアトランタ出身のR&Bシンガーであり、リトル・ウィリー・ジョンの1959年の楽曲「リーヴ・マイ・キトゥン・アローン」のソングライターでもある。「オール・アラウンド・ザ・ワールド」はターナーがマーキュリー傘下のウィング・レーベルからリリースしたシングル盤(1955年6月リリース)がオリジナルで、ジョンのバージョンは彼のシングルがリリースされた1か月後にキング・レコードのシングル盤としてリリースとなっている。
ターナーのオリジナル・バージョンはヒットしなかったが、ジョンのバージョンはR&Bチャートで5位となり、ターナーにとってこの曲はソングライターとしての初めての成功を収めた楽曲となった。

## 歌詞
「お前を愛していないなんてあり得ない」と説く熱烈なラヴ・ソングである。それぞれのヴァースは「ベイビー、お前を愛しているんだ。知っているだろう」と歌ったのち、以下の歌詞で締めくくられる：
もし俺がお前を愛していないなんてことになれば
グリッツは食品ではなく、
卵は家禽ではなく
そしてモナ・リザは男だったことになる

## 参加ミュージシャン
- Little Willie John リトル・ウィリー・ジョン - vocals
- Willis Jackson ウィリス・ジャクソン - tenor saxophone
- Champion Jack Dupree チャンピオン・ジャック・デュプリー - piano
- Mickey Baker ミッキー・ベイカー - guitar
- Ivan Rollie (or Rolle) アイヴァン・ローリー - bass
- Calvin Shields カルヴィン・シールズ - drums[8]

## リトル・ミルトンのバージョン
リトル・ミルトンは、ジョンのオリジナル・バージョン・リリースの13年後となる1968年、チェス傘下のチェッカーからシングルとしてこの曲をリリースした。
題名を変更し「グリッツ・エイント・グローサリーズ (オール・アラウンド・ザ・ワールド)」とした。ゆったり目のシャッフルだったジョンのバージョンからは一転、テンポを上げてファンキーに仕上げたミルトンのバージョンは、R&Bチャート13位、ポップ・チャートでも73位に食い込むヒットとなり、ミルトンの代表曲のひとつとして知られるようになった。

## その他のカヴァー
この曲は、他にはルー・ロウルズ、サヴォイ・ブラウン、ウェット・ウィリー、ジョン・ブッテらがレコーディングしている。